# Kary Coulibaly
 (juillet 2023).
Kary Coulibaly, plus connu sous le nom Madou Wolo, est un acteur et musicien malien né en 1962 dans la région de Ségou. il se fait remarquer par le cinéaste burkinabé Sotigui Kouyaté, grâce à son rôle dans Sia, le rêve du python en 1998.

## Biographie
Madou Wolo, de son vrai nom Kary Coulibaly est devenu une icône de la comédie au Mali. Né en 1962 dans la région de Ségou, il est issu d’une famille de musiciens. Fils du célèbre percussionniste ségovien Bogoba Coulibaly, il apprend dès l’âge de 5 ans à jouer au balafon grâce à son frère ainé Arouna. En 1982, Kary fait son entrée à l’Institut National des Arts (INA) et obtient un diplôme d’art dramatique en 1986. À l’INA, il fera la rencontre de plusieurs comédiens avec qui, il formera en fin 1986, la troupe gnôgôlon. Il se perfectionnera auprès de ses ainés musiciens dudit institut et apprendra à maîtriser autant la guitare électrique que la guitare traditionnelle, le cora, le piano et la batterie. Ce fut un musicien remarquable qui nourrissait une grande passion pour le théâtre. En 1998, il se lance dans une carrière internationale durant laquelle, il a interprété des rôles dans « Sanoudjè » de Boubacar SIDIBÉ, « Yéléma » de Mamou CISSÉ, « Sia, le rêve du Python » de Dani KOUYATÉ ainsi que Dianguiné du bar  .

## Carrière
En 1997, Kary met en place un groupe musical nommé Tobodji  et fait la rencontre de Toumani Diabaté, avec qui il se produira lors de nombreux événements.

## Liens et externes
- « Kary Coulibaly » (présentation), sur l'Internet Movie Database